# Mątowski Cypel
Koordinaten: 53° 54′ 44,2″ N, 18° 52′ 46,9″ O
Mątowski Cypel (deutsch Montauer Spitze) ist eine Landspitze zwischen Weichsel und Nogat in der polnischen Woiwodschaft Pommern. Sie liegt auf dem Gebiet des Dorfes Piekło (Pieckel, 1942–1945 Nogathaupt) in der Gmina Sztum (Stuhm).

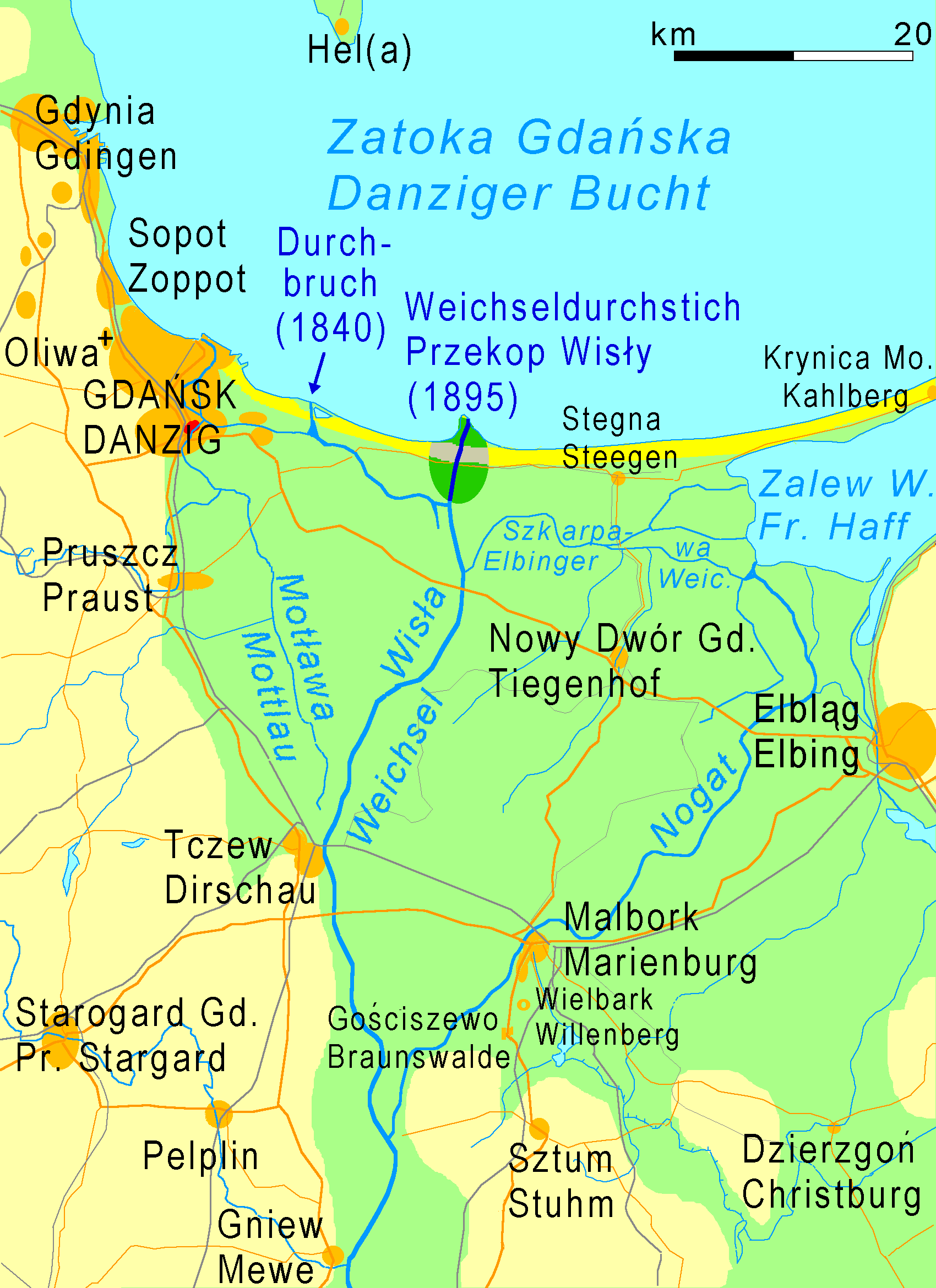
Nogathaupt/Montauer Spitze westlich von Stadt Sztum (Stuhm)

## Geschichte
Nach J. Makowski (1997) mündeten hier Urströme von Weichsel und Nogat vor der Ausbildung des Weichsel-Nogat-Deltas.
Auf der Montauer Spitze befand sich die Burg Zantir, die Swantopolk der Große 1253 an den Deutschen Orden abtrat. Gustav II. Adolf von Schweden setzte hier 1626 über die Weichsel und ließ Befestigungen errichten, die bis 1628 erweitert und verstärkt wurden. 1629 wurden die Anlagen durch Hochwasser beschädigt, 1655–1657 unter Karl X. Gustav erneuert, aber bereits 1659 vollständig geschleift.
Jenseits des Zuflusses zur alten Nogat, vor der Schleuse, bestand von 1920 bis 1939 das Dreiländereck, wo das Deutsche Reich, die Freie Stadt Danzig und die Republik Polen einen gemeinsamen Grenzpunkt hatten. 1930 wurde bei Weißenberg das Westpreußenkreuz errichtet.

### Burgstall Zantir (auch: Zantyr)
Da die Burg im Mittelalter abgerissen wurde, ist sie heute nur noch ein Burgstall. Ihre genaue Lage war/ist umstritten.
Nach dem „Ostpreußen-Lexikon“ (1982) vermutete man die Burg Zantir in unmittelbarer Nähe von Marienburg/Malbork. Das Buch teilt mit: Burg Zantir wurde zu Beginn des 13. Jh. errichtet, möglicherweise vom Missionsbischof Christian von Preußen. Die Burg kam zu Pommerellen und im Jahr 1247 schließlich in den Besitz des Deutschen Ordens. 1280 lässt der Orden sie abreißen um Steine für den Bau der Marienburg zu gewinnen. Daher vermutete man die Lage der Burg Zantir nahe bei Marienburg, eventuell auf dem Marienburger Werder als dessen Schutzburg. Schon im Mittelalter soll die Burg Zantir nur noch als sagenartige Überlieferung fortgelebt haben.
Man siehe auch:
- Swantopolk der Große
- Zanthier (Adelsgeschlecht)

## Wohnplatz
Als Montauer Spitze wurde auch ein Wohnplatz der Landgemeinde Pieckel bezeichnet. 1905 zählte er 171 Einwohner.